# Thestius meridionalis
Thestius meridionalis är en fjärilsart som beskrevs av Max Wilhelm Karl Draudt 1920. Thestius meridionalis ingår i släktet Thestius och familjen juvelvingar. Inga underarter finns listade i Catalogue of Life.